# THE IDOLM@STER ANIM@TION MASTER 生っすかSPECIAL
『THE IDOLM@STER ANIM@TION MASTER 生っすかSPECIAL』（アイドルマスター アニメーションマスター なまっすかスペシャル）は、2012年8月15日から日本コロムビアよりリリースされているアニメ「THE IDOLM@STER」およびゲーム「THE IDOLM@STER 2」の企画アルバムシリーズ。全7枚。
第1弾の『THE IDOLM@STER ANIM@TION MASTER 生っすかSPECIAL 01』は第54回日本レコード大賞にて企画賞を受賞した。

## 概要
ゲーム「THE IDOLM@STER 2」で初出の楽曲のフルバージョンを収録したシリーズ。01 - 05と、カーテンコール、初恋組曲の全7枚。
01 - 05は各CDごとに3人のアイドルが登場し、「765プロのみんなで何か新しいことに挑戦しよう」をテーマに、アニメ「THE IDOLM@STER」内で描かれた架空の番組「生っすか!?サンデー」の公開生放送特番という設定のドラマパートを軸として、トリオ（03・05はデュオ）で歌ったゲーム楽曲とオリジナル新曲、さらに公募から選ばれたソロのカバー曲が各2曲が収録されている。オリジナル新曲として収録された「初恋」は『THE IDOLM@STER』の楽曲で初めての連作。
ジャケットイラストは『ANIM@TION MASTER』シリーズのアルバム盤と同じく、アニメスタッフの松尾祐輔が担当している。
ゲーム初出の楽曲で初CD化のもの、およびこのCDシリーズ用の新曲は太字、カバー曲は斜体で表記する。

## 01
2012年8月15日発売。星井美希、四条貴音、我那覇響が登場する。DLC楽曲「きゅんっ!ヴァンパイアガール」、オリジナル新曲「初恋 〜一章 片想いの桜〜」と、カバー曲を収録。
収録曲
1. 生っすか第一部OPトーク
2. きゅんっ!ヴァンパイアガール（M@STER VERSION）
歌：星井美希（長谷川明子）・四条貴音（原由実）・我那覇響（沼倉愛美）
作詞・作曲・編曲：ササキトモコ
3. 貴音チャレンジのコーナー
4. ね〜え?
歌：星井美希（長谷川明子）
作詞・作曲：つんく♂
オリジナルアーティスト：松浦亜弥
5. Believe
歌：我那覇響（沼倉愛美）
作詞：谷穂チロル、作曲：GROOVE SURFERS
オリジナルアーティスト：Folder5
6. 魂のルフラン
歌：四条貴音（原由実）
作詞：及川眠子、作曲：大森俊之
オリジナルアーティスト：高橋洋子
7. 響チャレンジのコーナー
8. 亜熱帯ガール
歌：我那覇響
作詞・作曲：加地秀基
オリジナルアーティスト：カジヒデキとリディムサウンター
9. かたち あるもの
歌：四条貴音
作詞：柴咲コウ・山本成美、作曲：小松清人
オリジナルアーティスト：柴咲コウ
10. 夢で逢えたら
歌：星井美希
作詞・作曲：大瀧詠一
オリジナルアーティスト：吉田美奈子
11. 美希チャレンジのコーナー
12. 初恋 〜一章 片想いの桜〜
歌：星井美希（長谷川明子）・四条貴音（原由実）・我那覇響（沼倉愛美）
作詞：yura、作曲・編曲：高田龍一
13. 閑話休題
14. きゅんっ! ヴァンパイアガール（M@STER VERSION）　オリジナル・カラオケ
作詞・作曲・編曲：ササキトモコ

## 02
2012年9月5日発売。水瀬伊織、三浦あずさ、双海亜美が登場する。PS3版の新曲「七彩ボタン」、オリジナル新曲「初恋 〜二章 告白の花火〜」と、カバー曲を収録。
収録曲
1. 生っすか第二部OPトーク
2. 七彩ボタン（M@STER VERSION）
歌：水瀬伊織（釘宮理恵）・三浦あずさ（たかはし智秋）・双海亜美（下田麻美）
作詞：遠藤フビト、作曲・編曲：NBGI（内田哲也）
3. あずさチャレンジのコーナー
4. イタズラなKISS
歌：双海亜美（下田麻美）
作詞：misono、作曲：北野正人
オリジナルアーティスト：day after tomorrow
5. 恋とマシンガン
歌：水瀬伊織（釘宮理恵）
作詞・作曲：double knockout corporation（小山田圭吾・小沢健二）
オリジナルアーティスト：フリッパーズ・ギター
6. う、ふ、ふ、ふ、
歌：三浦あずさ（たかはし智秋）
作詞・作曲：EPO
オリジナルアーティスト：EPO
7. 伊織チャレンジのコーナー
8. リフレクティア
歌：三浦あずさ（たかはし智秋）
作詞：riya、作曲：菊地創
オリジナルアーティスト：eufonius
9. 歩いて帰ろう
歌：双海亜美（下田麻美）
作詞・作曲：斉藤和義
オリジナルアーティスト：斉藤和義
10. ホウキ雲
歌：水瀬伊織（釘宮理恵）
作詞・作曲：RYTHEM
オリジナルアーティスト：RYTHEM
11. 亜美チャレンジのコーナー
12. 初恋 〜二章 告白の花火〜
歌：水瀬伊織（釘宮理恵）・三浦あずさ（たかはし智秋）・双海亜美（下田麻美）
作詞：yura、作曲・編曲：高田龍一
13. 閑話休題
14. 七彩ボタン（M@STER VERSION）　オリジナル・カラオケ
作詞：遠藤フビト、作曲・編曲：NBGI（内田哲也）

## 03
2012年9月26日発売。高槻やよい、秋月律子、プロデューサーが登場する。DLC楽曲「愛 LIKE ハンバーガー」、オリジナル新曲「初恋 〜三章 幸せの紅葉〜」と、カバー曲を収録。
収録曲
1. 生っすか第三部OPトーク
2. 愛 LIKE ハンバーガー（M@STER VERSION）
歌：高槻やよい（仁後真耶子）・秋月律子（若林直美）
作詞：白瀬彩、作曲・編曲：NBGI（田島勝朗）
3. やよいチャレンジのコーナー
4. らびゅ らびゅ
歌：高槻やよい（仁後真耶子）
作詞：ふじのマナミ、作曲：片岡嗣実
オリジナルアーティスト：パーキッツ
5. Brand New Wave Upper Ground
歌：秋月律子（若林直美）
作詞：YUKI、作曲：TAKUYA
オリジナルアーティスト：JUDY AND MARY
6. スペシャルゲスト呼び込み
7. YELL〜エール〜
歌：プロデューサー（赤羽根健治）
作詞・作曲：小渕健太郎
オリジナルアーティスト：コブクロ
8. プロデューサーチャレンジのコーナー
9. 明日があるさ（ジョージアで行きましょう編）
歌：プロデューサー（赤羽根健治）
作詞：青島幸男・福里真一、作曲：中村八大
オリジナルアーティスト：坂本九
10. 会いたい気持
歌：秋月律子（若林直美）
作詞・作曲：大貫妙子
オリジナルアーティスト：大貫妙子
11. トイレの神様
歌：高槻やよい（仁後真耶子）
作詞：植村花菜・山田ひろし、作曲：植村花菜
オリジナルアーティスト：植村花菜
12. 律子チャレンジのコーナー
13. 初恋 〜三章 幸せの紅葉〜
歌：高槻やよい（仁後真耶子）・秋月律子（若林直美）
作詞：yura、作曲・編曲：高田龍一
14. 閑話休題
15. 愛 LIKE ハンバーガー（M@STER VERSION）　オリジナル・カラオケ
作詞：白瀬彩、作曲・編曲：NBGI（田島勝朗）

## 04
2012年10月17日発売。天海春香、菊地真、双海真美が登場する。DLC楽曲「Honey Heartbeat」、オリジナル新曲「初恋 〜四章 運命のイブ〜」と、カバー曲を収録。
収録曲
1. 生っすか第四部OPトーク
2. Honey Heartbeat（M@STER VERSION）
歌：天海春香（中村繪里子）・菊地真（平田宏美）・双海真美（下田麻美）
作詞：NBGI（MC TC）、作曲・編曲：NBGI（LindaAI-CUE）
3. 春香チャレンジのコーナー
4. 天使のゆびきり
歌：天海春香（中村繪里子）
作詞：藤井フミヤ、作曲：有賀啓雄
オリジナルアーティスト：福田舞
5. Groovin' Magic
歌：菊地真（平田宏美）
作詞・作曲：伊藤利恵子
オリジナルアーティスト：ROUND TABLE featuring Nino
6. 可能性ガール
歌：双海真美（下田麻美）
作詞：いしわたり淳治、作曲：布袋寅泰
オリジナルアーティスト：栗山千明
7. 真美チャレンジのコーナー
8. 未来の地図
歌：双海真美（下田麻美）
作詞：Mi+H、作曲：Mi+G
オリジナルアーティスト：Mi
9. TOMORROW
歌：天海春香（中村繪里子）
作詞：岡本真夜 / 真名杏樹、作曲：岡本真夜
オリジナルアーティスト：岡本真夜
10. 未来予想図II
歌：菊地真（平田宏美）
作詞・作曲：吉田美和
オリジナルアーティスト：DREAMS COME TRUE
11. 真チャレンジのコーナー
12. 初恋 〜四章 運命のイブ〜
歌：天海春香（中村繪里子）・菊地真（平田宏美）・双海真美（下田麻美）
作詞：yura、作曲・編曲：高田龍一
13. 閑話休題
14. Honey Heartbeat（M@STER VERSION）　オリジナル・カラオケ
作詞：NBGI（MC TC）、作曲・編曲：NBGI（LindaAI-CUE）

## 05
2012年11月7日発売。如月千早、萩原雪歩、音無小鳥が登場する。DLC楽曲「Little Match Girl」、オリジナル新曲「初恋 〜五章 永遠のクリスマス〜」と、カバー曲を収録。
収録曲
1. 生っすか第五部OPトーク
2. Little Match Girl（M@STER VERSION）
歌：如月千早（今井麻美）・萩原雪歩（浅倉杏美）
作詞・作曲・編曲：ESTi
3. 小鳥チャレンジのコーナー
4. 風の魔法
歌：萩原雪歩（浅倉杏美）
作詞・作曲：大藤史
オリジナルアーティスト：大藤史
5. 以心伝心しよう
歌：音無小鳥（滝田樹里）
作詞・作曲：大城光恵
オリジナルアーティスト：大城光恵
6. Shangri-La
歌：如月千早（今井麻美）
作詞：atsuko、作曲：atsuko・KATSU
オリジナルアーティスト：angela
7. 雪歩チャレンジのコーナー
8. 小さきもの
歌：如月千早（今井麻美）
作詞：三浦徳子、作曲：山移高寛
オリジナルアーティスト：林明日香
9. アムリタ
歌：萩原雪歩（浅倉杏美）
作詞・作曲：かの香織
オリジナルアーティスト：牧野由依
10. ありがとう…
歌：音無小鳥（滝田樹里）
作詞・作曲：KOKIA
オリジナルアーティスト：KOKIA
11. 千早チャレンジのコーナー
12. 初恋 〜五章 永遠のクリスマス〜
歌：如月千早（今井麻美）・萩原雪歩（浅倉杏美）
作詞：yura、作曲・編曲：高田龍一
13. アンコール!!
14. Little Match Girl（M@STER VERSION）　オリジナル・カラオケ
作詞・作曲・編曲：ESTi

## CURTAIN CALL
「生っすかSPECIAL CURTAIN CALL」（カーテンコール）は2013年1月30日発売。CD2枚組。『2』の挿入歌「First Step」、パチスロ「LIVE in SLOT!」の新曲「We Have A Dream」、オリジナル新曲として「カーテンコール」と「幸」、ANIM@TION MASTERとPERFECT IDOL（アニメBD・DVDの初回封入特典CD）の収録曲のソロリミックス12曲が収録されている。
収録曲
Disc1
1. 生っすかカーテンコールOPトーク
2. We Have A Dream（M@STER VERSION）
歌：天海春香（中村繪里子）・星井美希（長谷川明子）・如月千早（今井麻美）・高槻やよい（仁後真耶子）・萩原雪歩（浅倉杏美）・我那覇響（沼倉愛美）
作詞：中村恵、作曲・編曲：佐々木宏人
3. We just started （美希ソロ・リミックス）
歌：星井美希（長谷川明子）
作詞：mft、作曲：小野貴光、編曲：竹中文一
4. I'm so free! （あずさソロ・リミックス）
歌：三浦あずさ（たかはし智秋）
作詞・作曲：佐伯youthK（rhythm zone）、編曲：woora
5. 今 スタート! （千早ソロ・リミックス）
歌：如月千早（今井麻美）
作詞・作曲：白戸佑輔、編曲：草野よしひろ
6. Slapp Happy!!! （やよいソロ・リミックス）
歌：高槻やよい（仁後真耶子）
作詞・作曲・編曲：ミト
7. 君のままで （春香ソロ・リミックス）
歌：天海春香（中村繪里子）
作詞・作曲・編曲：中塚武
8. First Step
歌：萩原雪歩（浅倉杏美）
作詞：浅倉杏美、作曲：NBGI（中川浩二）、編曲：NBGI（中川浩二・小林啓樹）

Disc2
1. コーヒー1杯のイマージュ （響ソロ・リミックス）
歌：我那覇響（沼倉愛美）
作詞：井筒日美、作曲・編曲：小野貴光
2. おとなのはじまり （亜美ソロ・リミックス）
歌：双海亜美（下田麻美）
作詞：白瀬彩、作曲：小野貴光、編曲：竹中文一
3. おもいでのはじまり （真ソロ・リミックス）
歌：菊地真（平田宏美）
作詞・作曲：白戸佑輔、編曲：白戸佑輔・草野よしひろ
4. 神SUMMER!! （真美ソロ・リミックス）
歌：双海真美（下田麻美）
作詞：yura、作曲・編曲：田中秀和
5. MOONY （律子ソロ・リミックス）
歌：秋月律子（若林直美）
作詞：yura、作曲・編曲：Funta7
6. Happy Christmas （貴音ソロ・リミックス）
歌：四条貴音（原由実）
作詞：貝田由里子、作曲：NBGI（椎名豪）、編曲：Fuming
7. My Wish （伊織ソロ・リミックス）
歌：水瀬伊織（釘宮理恵）
作詞・作曲：Asu、編曲：関淳二郎
8. 幸
歌：音無小鳥
作詞：yura、作曲・編曲：NBSI（小林啓樹）
9. カーテンコール
歌：菊地真（平田宏美）・双海亜美／真美（下田麻美）・水瀬伊織（釘宮理恵）・三浦あずさ（たかはし智秋）・四条貴音（原由実）・秋月律子（若林直美）
作詞・作曲：nyanyannya〈Team.ねこかん[猫]〉、編曲：宮崎誠
10. 隠しトラック

## 初恋組曲
「生っすかSPECIAL 弦楽四重奏 初恋組曲」（げんがくしじゅうそう はつこいくみきょく）は2013年4月10日発売。CD2枚組。第54回日本レコード大賞企画賞受賞記念作品として発売された。完全初回限定生産。01 - 05に収録された初恋シリーズのソロリミックスおよびカラオケ、そして序章と終章を加えた弦楽四重奏「初恋組曲」の全25曲を収録。ジャケットは特殊デジパック仕様で、CDそのものもMASTER SONIC 64bit PROCESSINGとBlu-spec CD2の2つの技術を使用した特別仕様になっている。
収録曲
DISC1
1. 弦楽四重奏「初恋組曲」
作曲・編曲：高田龍一
演奏：Vn.室屋光一郎、Vn.浜野孝史、Va.生野正樹、Vc.樋口泰世
2. 初恋オリジナルカラオケ
作詞：yura、作曲・編曲：高田龍一

DISC2
初恋シリーズ ソロ・リミックス
作詞：yura、作曲・編曲：高田龍一
1. 初恋 〜一章 片想いの桜〜 （美希ソロ・リミックス）
歌：星井美希（長谷川明子）
2. 初恋 〜一章 片想いの桜〜 （貴音ソロ・リミックス）
歌：四条貴音（原由実）
3. 初恋 〜一章 片想いの桜〜 （響ソロ・リミックス）
歌：我那覇響（沼倉愛美）
4. 初恋 〜二章 告白の花火〜 （亜美ソロ・リミックス）
歌：双海亜美（下田麻美）
5. 初恋 〜二章 告白の花火〜 （伊織ソロ・リミックス）
歌：水瀬伊織（釘宮理恵）
6. 初恋 〜二章 告白の花火〜 （あずさソロ・リミックス）
歌：三浦あずさ（たかはし智秋）
7. 初恋 〜三章 幸せの紅葉〜 （やよいソロ・リミックス）
歌：高槻やよい（仁後真耶子）
8. 初恋 〜三章 幸せの紅葉〜 （律子ソロ・リミックス）
歌：秋月律子（若林直美）
9. 初恋 〜四章 運命のイヴ〜 （春香ソロ・リミックス）
歌：天海春香（中村繪里子）
10. 初恋 〜四章 運命のイヴ〜 （真ソロ・リミックス）
歌：菊地真（平田宏美）
11. 初恋 〜四章 運命のイヴ〜 （真美ソロ・リミックス）
歌：双海真美（下田麻美）
12. 初恋 〜五章 永遠のクリスマス〜 （千早ソロ・リミックス）
歌：如月千早（今井麻美）
13. 初恋 〜五章 永遠のクリスマス〜 （雪歩ソロ・リミックス）
歌：萩原雪歩（浅倉杏美）